# Nová holandská vodní linie
Nová holandská vodní linie je název jednoho z obranných systémů v Nizozemsku, které využívají vodu jako ústřední prvek obrany. Chrání podstatnou část Holandska a město Utrecht. Vodní linie se táhne ve směru sever-jih, je dlouhá přibližně 85 km a 3 až 5 km široká. Spojuje jezero IJsselmeer (v době vzniku obranné linie to byl mořský záliv Zuiderzee) a řeku Rýn.
Obranná linie čítá 45 fortů, 6 opevněných měst Muiden, Weesp, Naarden, Gorinchem, Nieuwersluis a Woudrichem, 2 hrady a další obranné prvky, které jsou obklopeny terénem, jejž by bylo možné v případě potřeby ve válečném stavu zaplavit. Součástí je i řada hrází, propustí, stavidel, vodních kanálů apod. Výška vodního sloupce v zatopeném území by byla cca 30 cm, což je výška vody, která výrazně ztěžuje postup pozemních jednotek a zároveň neumožňuje nasazení vodních člunů.

## Historie
Výstavba probíhala po většinu 19. století, začátek prací byl prakticky souběžný se vznikem Spojeného království Nizozemského po doznění Napoleonských válek (1816), dokončena byla v roce 1870. I po tomto datu byla nadále upravována, modernizována, aby se přizpůsobovala nové válečné technice, zahrnuje tedy i betonové bunkry, kulometná hnízda apod. Nová linie byla náhradou za Starou holadnskou vodní linie pocházející z konce 17. století. Důležitým rozdílem mezi starou a novou obrannou linií je, že město Utrecht bylo novou linií již chráněno. Obranná linie byla aktivována při Prusko-francouzské válce, 1. i 2. světové válce.
Velká historická hodnota vedla k zápisu na seznam národních památek (2009, Rijksmonumenten) a také statutu Národní krajina (2005, Nationaal Landschap) a na seznam světového dědictví UNESCO (2021, jednalo se o rozšíření položky „Obranná linie Amsterdamu“ a její přejmenování na „Nizozemské vodní obranné linie“).

## Fotogalerie

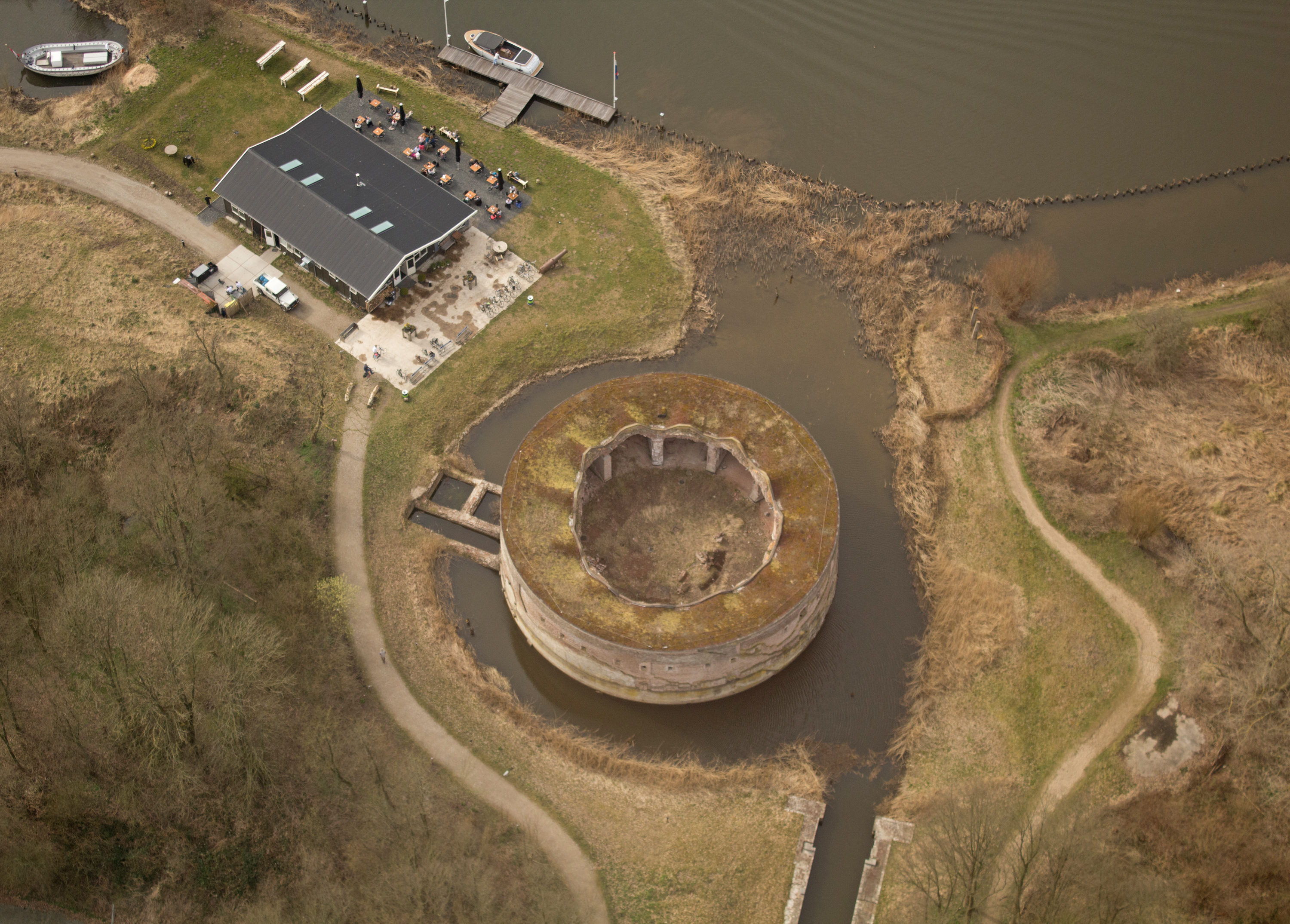
Fort bij Uitermeer
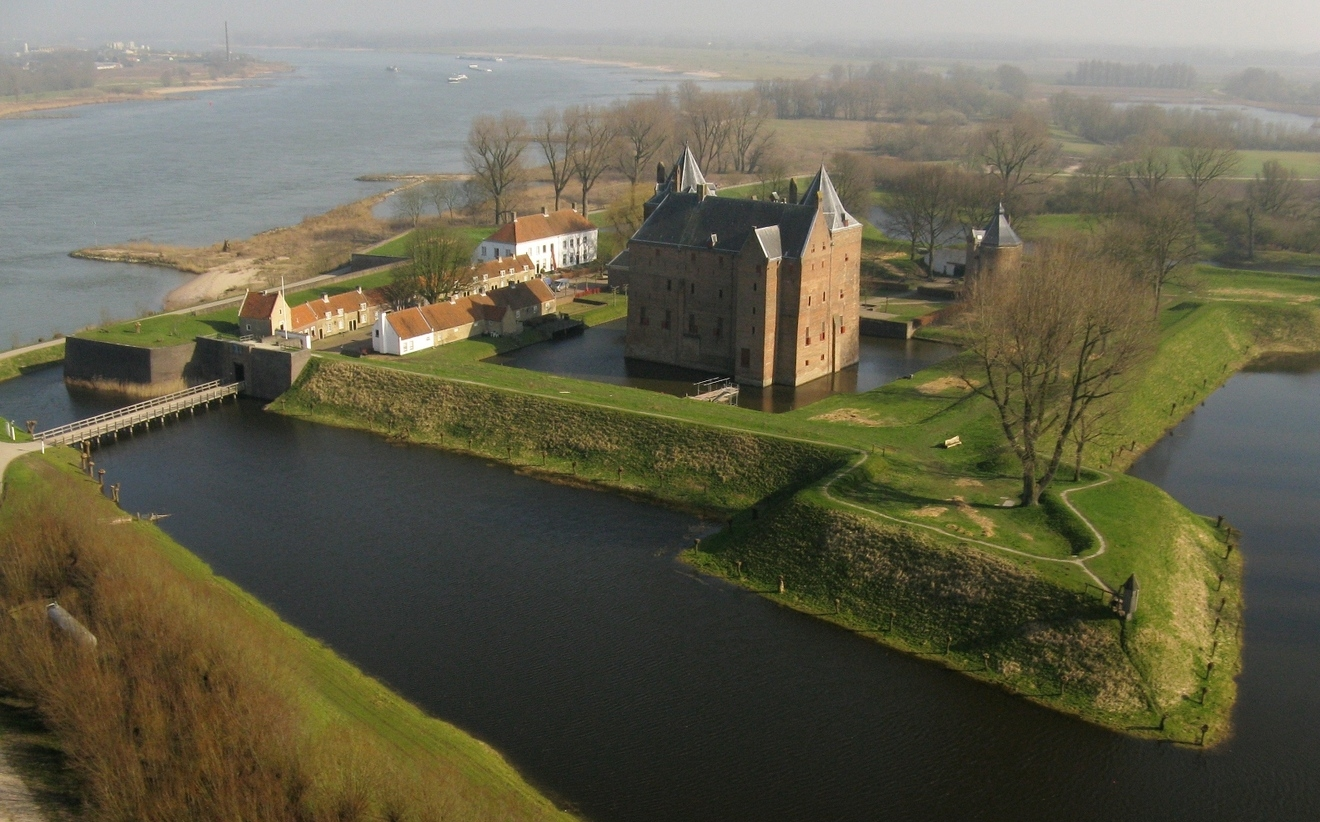
Loevestein
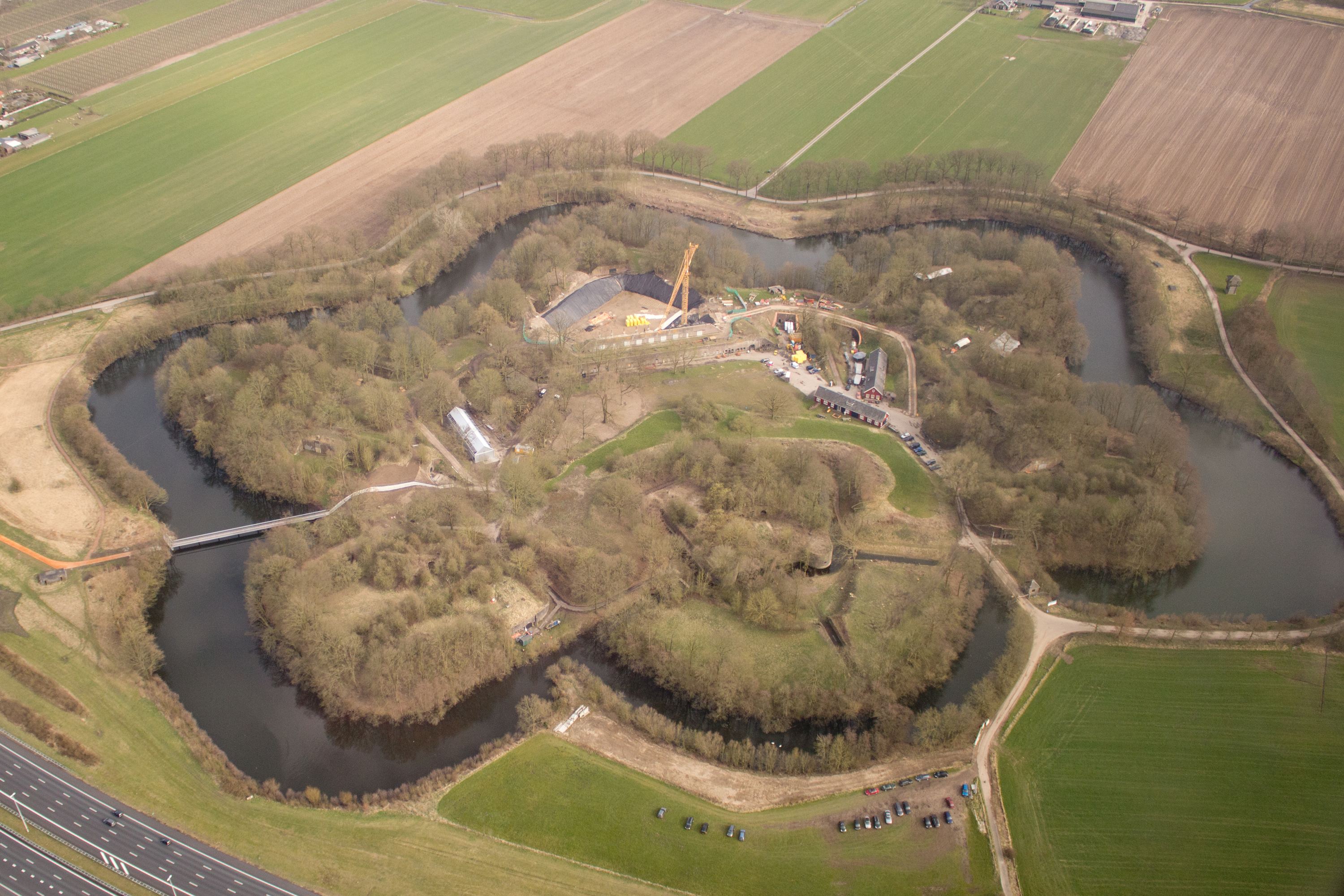
Fort Vechten
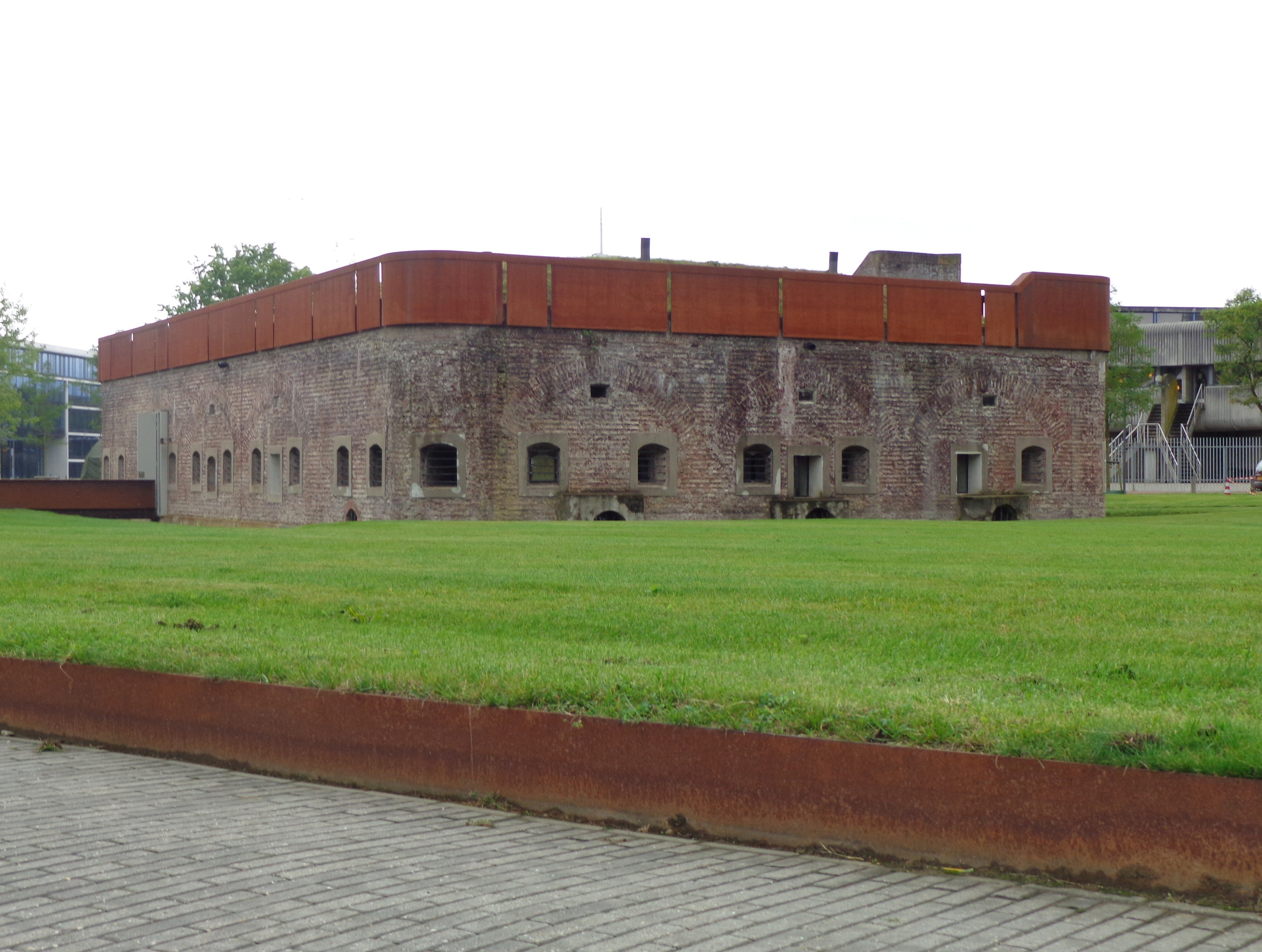
Fort het Vossegat
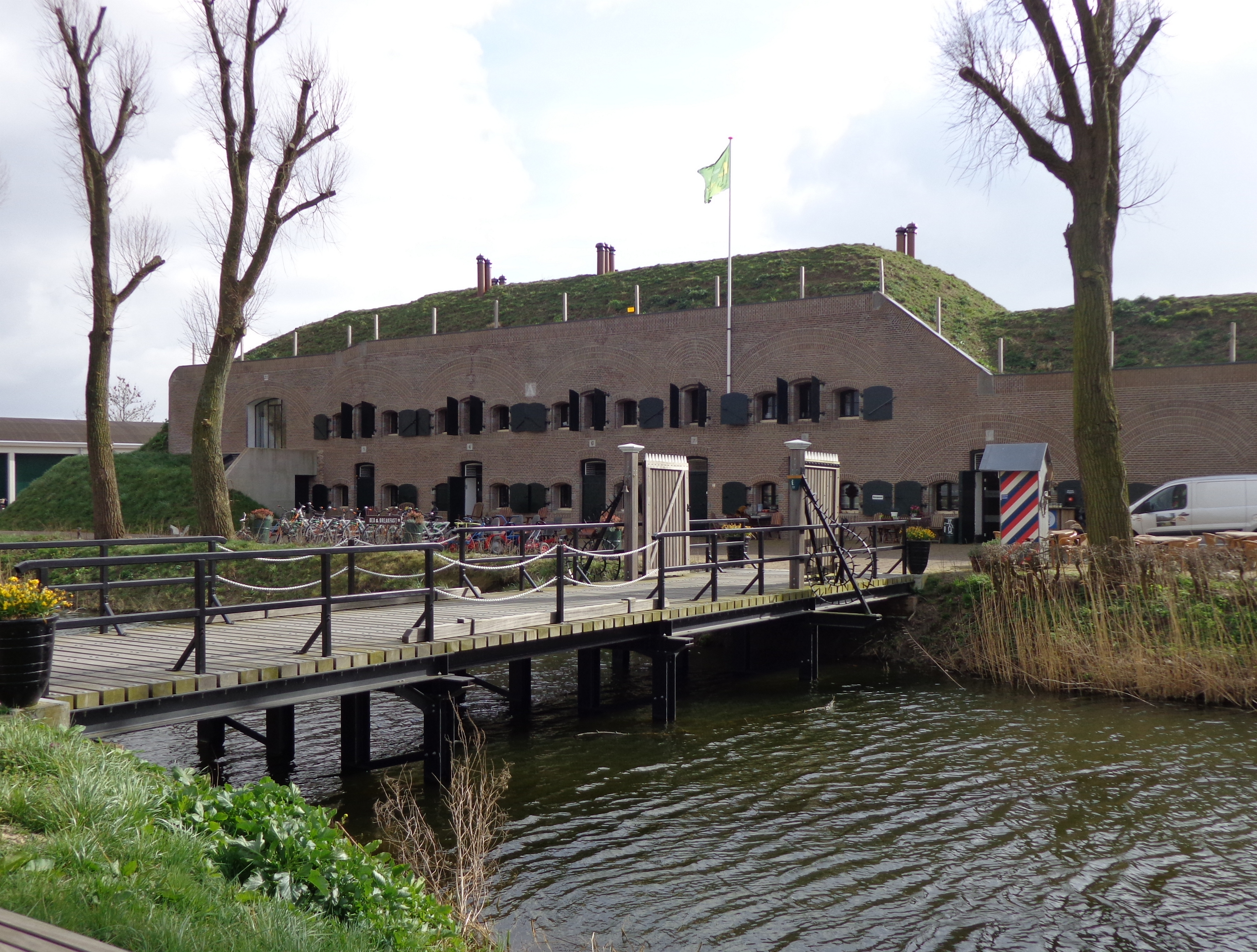
Werk aan de Bakkerskil

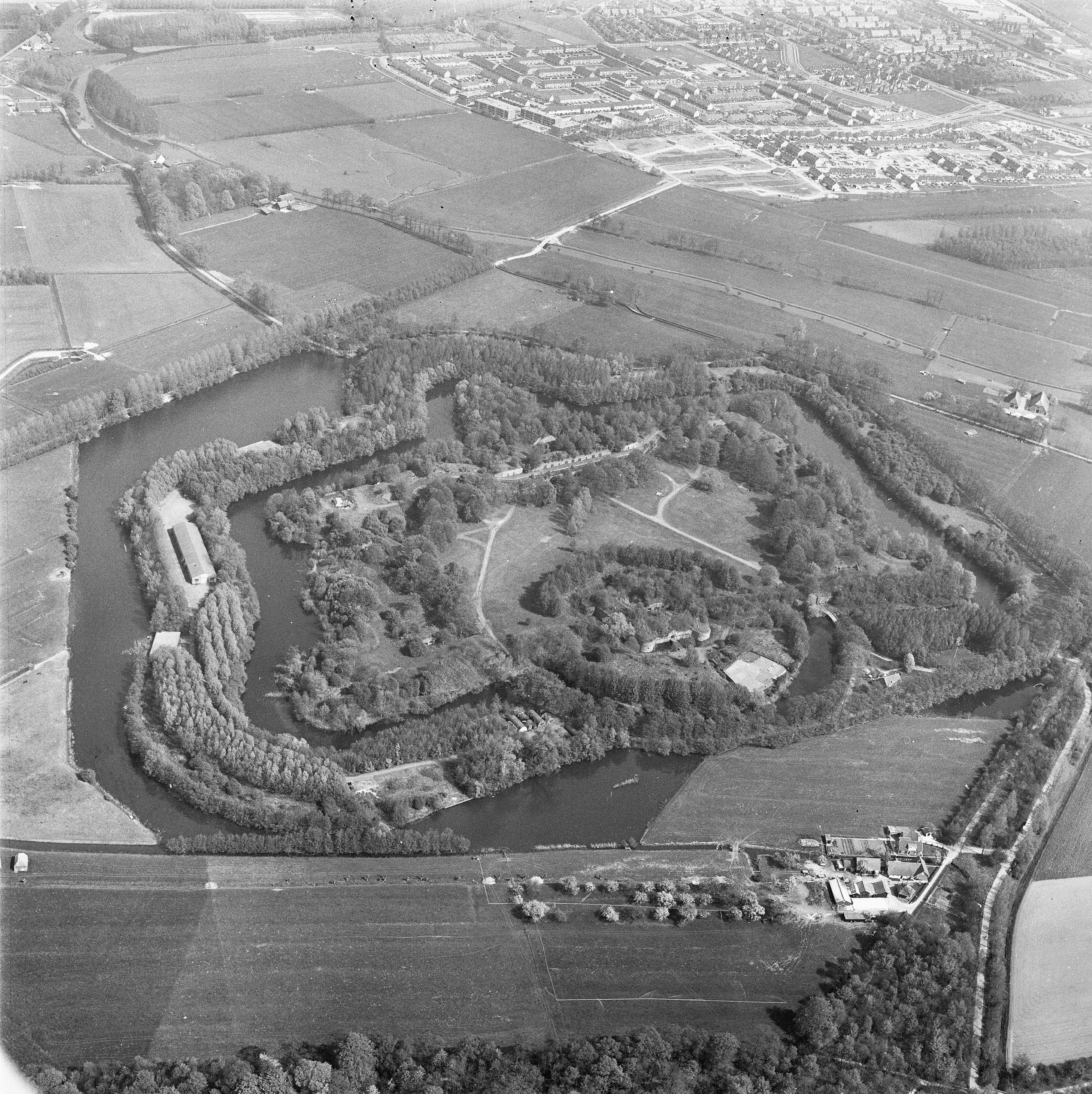
Fort Rijnauwen 1977
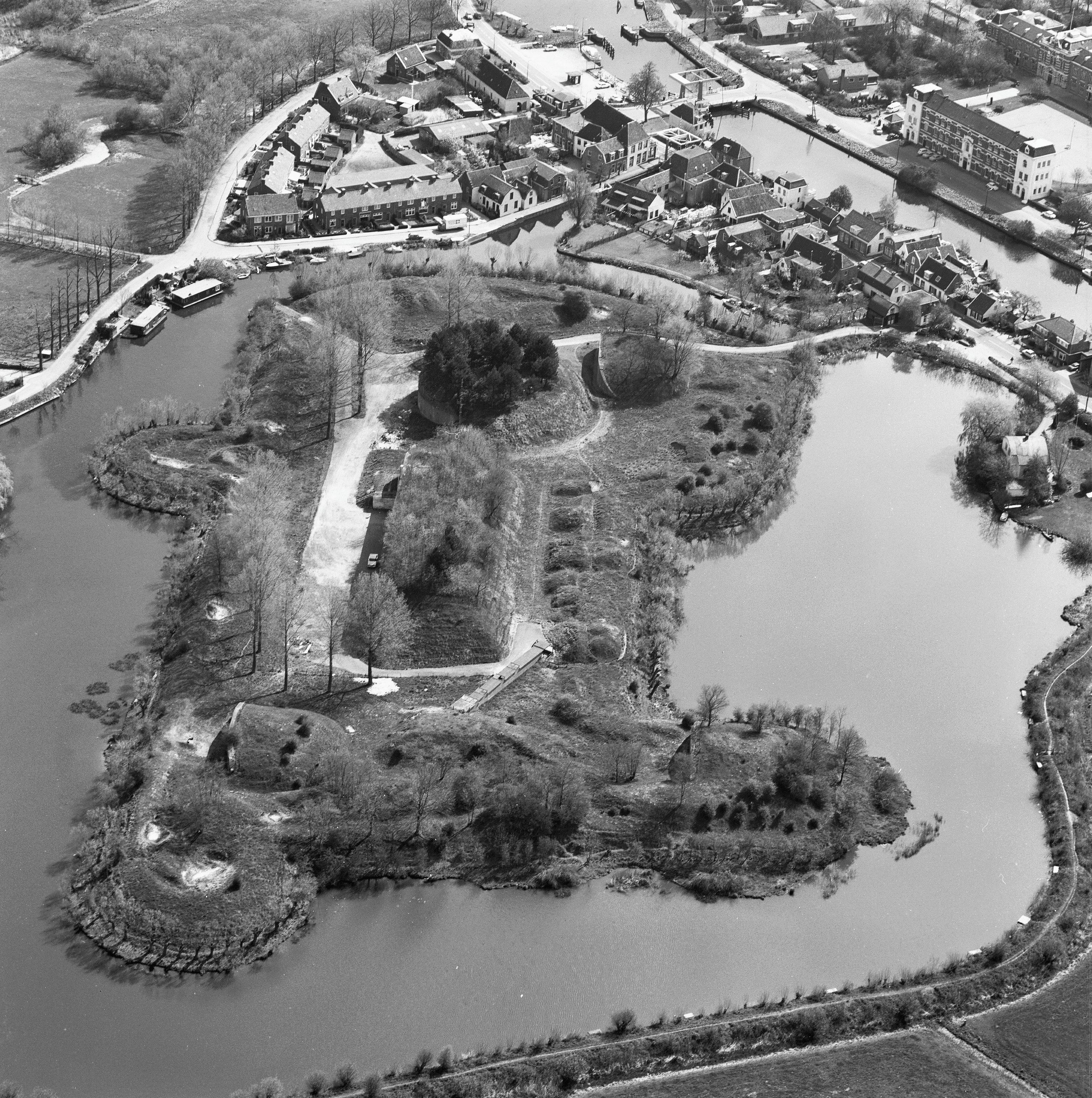
Nieuwersluis 1977
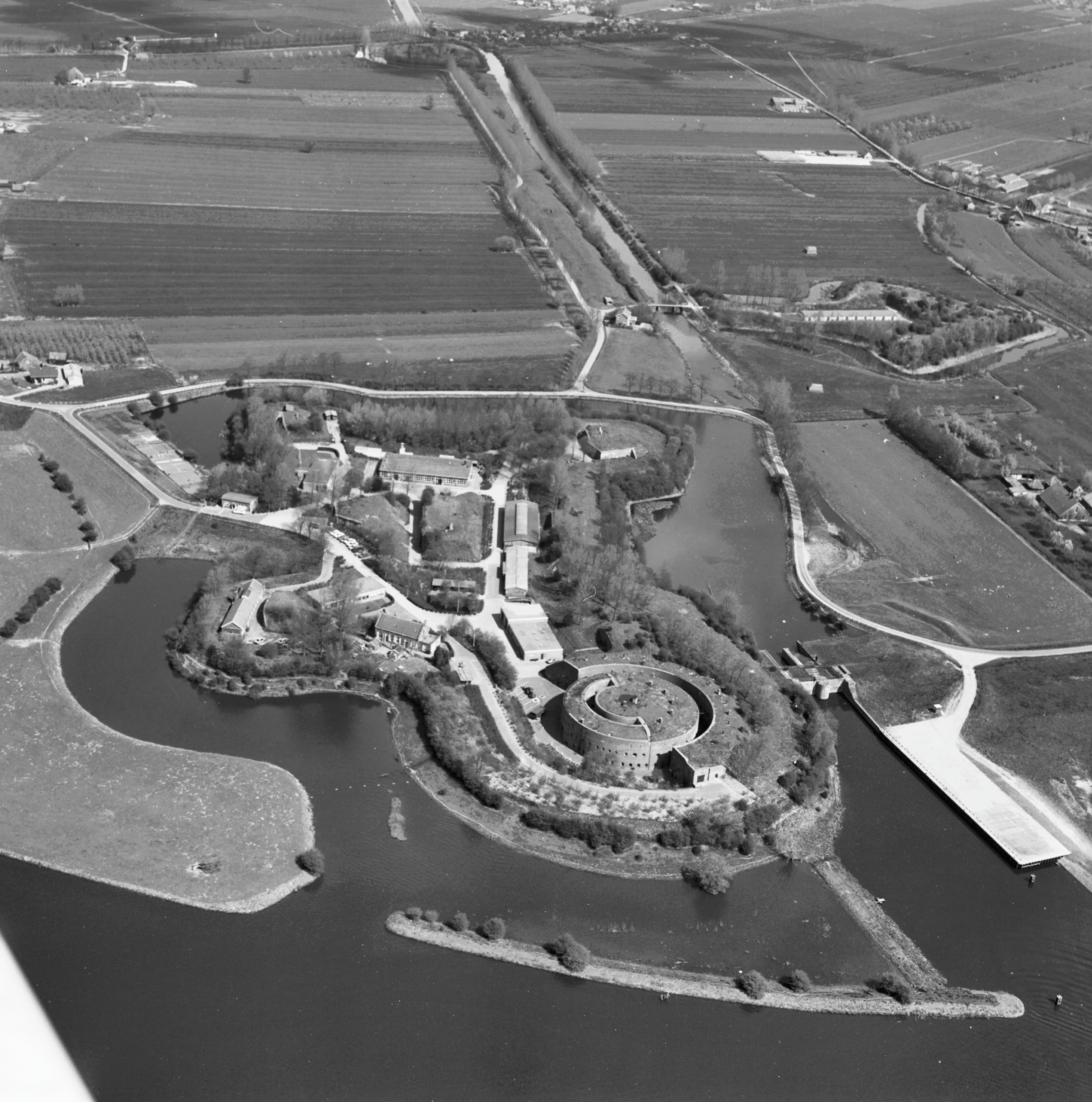
fort Honswijk 1977
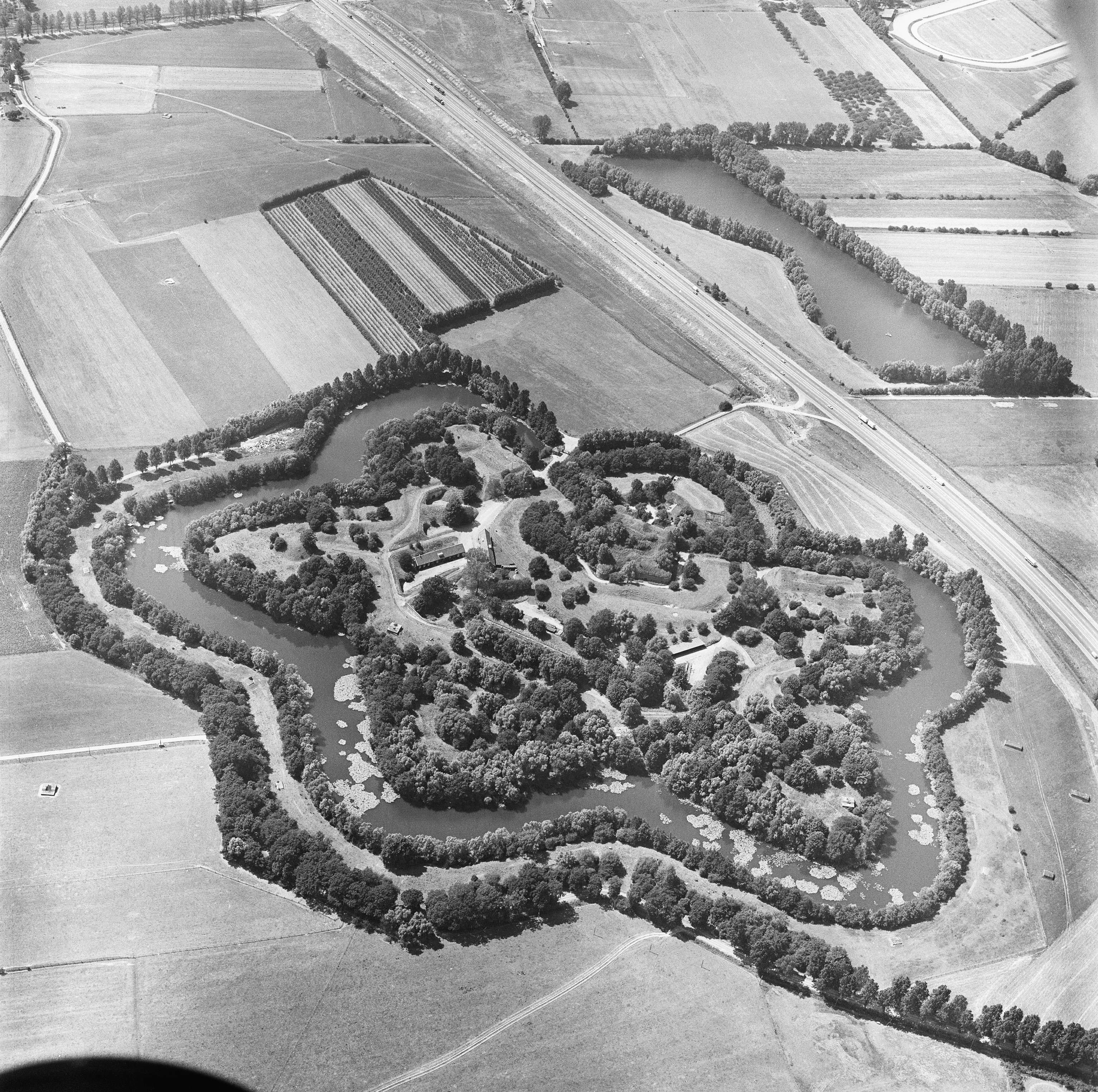
Fort bij Vechten 1977